# USS New Hampshire (BB-25)
USS New Hampshire (BB-25) byl predreadnought Námořnictva Spojených států amerických, který byl pojmenován podle amerického státu New Hampshire. Jednalo se o šestou a zároveň poslední jednotku třídy Connecticut.

## Stavba
Kýl lodi byl roku 1905 založen v americké loděnici New Shipbuilding Corporation, která se nacházela ve státě New Jersey. Tato loděnice postavila např. bitevní loď USS South Dakota (BB-57). New Hampshire byla 30. června 1906 spuštěna na vodu a dne 19. března 1908 byla uvedena do služby a jejím první velitelem se stal Cameron Winslow.

## Výzbroj
Primární výzbroj lodě tvořily dvě dvojhlavňové dělové věže s 305mm děly s dostřelem až 30 km. Sekundární výzbroj tvořily čtyři 203mm dvojitá děla o maximálním dostřelu 32 km. Dále zde bylo nainstalováno dvanáct 178mm kanónů, dvacet 76mm kanónů, dvanáct 47mm kanónů QF 3-pounder, čtyři 37mm auto-kanóny QF 1-pounder a čtyři torpédomety s 533mm torpédy.